# Вороблевичі
Воробле́вичі  —  село в Україні, у Меденицькій селищній громаді, Дрогобицькому районі Львівської області. 
В селі між двома мурованими церквами стоїть дерев'яна церква Царя Христа 1773 [Архівовано 21 листопада 2019 у Wayback Machine.].

## Географія
Вороблевичі простягаються вздовж річки Тисмениці й через її постійні виливи зазнавали чималих збитків. Це давнє поселення, тут мешкали українці та поляки.

## Історія
В селі був двір — власність графського роду Тарновських гербу Леліва, предки яких належали до литовсько-руської шляхти, а з часом ополячилися. Цей рід володів багатьма селами в Галичині та на Волині. У 1861 році помер власник Вороблевич — Валер'ян Спицимир Тарновський, і в день похорону згорів його фільварок. Маєток перейшов до його сина — Владислава Тарновського, що став відновлювати втрачене. Зокрема, збудував за свої гроші школу біля церкви, яку спорудили Тарнавські у XVIII столітті, винайняв учителя й купував для учнів книжки та зошити. У своїй садибі він зорганізував музей з цінними пам'ятками культури. 
У 1890 р. село належало до Дрогобицького повіту, було 233 будинки і 1389 жителів у селі та 12 будинків і 73 мешканці на землях фільварку, з них 1320 греко-католиків, 107 римо-католиків, 24 юдеї, 11 інших визнань; 1415 русинів, 11 поляків, 36 німців. Греко-католики мали парафіяльну муровану церкву Різдва Пр. Богородиці, збудовану в 1773 р., належала до Мединицького деканату Перемишльської єпархії.
Небіж Владислава Тарновського, син молодшого брата Станіслава, відбудував своїм коштом знищену в Першій світовій війні сільську греко-католицьку церкву. На 1.01.1939 в селі проживало 880 мешканців, з них 310 українців-грекокатоликів, 490 українців-римокатоликів, 10 поляків, 60 польських колоністів міжвоєнного періоду і 10 євреїв. Село належало до ґміни Добрівляни Дрогобицького повіту Львівського вооєводства. Після того, як у 1939-му владу перейняли більшовики, цей останній власник Вороблевич був заарештований і помер у Сибіру. 
За радянських часів до Вороблевич приєднано сусіднє село Липовець.

## Населення
Станом на 01.01.2014 р. у селі проживало 1758 осіб

### Антропоніміка
Автохтонними прізвищами у селі є: Кравців, Мижівник, М'язи(е)к, Садовий (-а), Чи(е)чула. Поширені й інші.

## Культура

### Релігія
- Мурована церква Різдва Пресвятої Богородиці (УПЦ КП) (1773-1775 рр.)[5]
- Мурована церква Введення в храм Пресвятої Богородиці (УПЦ КП) (1912-1914 рр.)[6]
- Дерев'яна церква Царя Христа (УГКЦ) (1773 р.)[7]

## Відомі люди

### Народилися
- Герой Небесної Сотні Йосип Шилінг (1952–2014)
- ректор Львівського зооветеринарного інституту (тепер Львівський національний університет ветеринарної медицини та біотехнологій імені Степана Гжицького) Роман Кравців[8]
- польський композитор і поет Владислав Тарновський (1836–1878), похований тут